# 무성 인두 마찰음
무성 인두 마찰음(無聲咽頭摩擦音)은 자음의 하나로 인두에서 조음되는 무성 마찰음이다. 

## 예시
- 아랍어: ح에서 이 소리가 난다.
- 체첸어: 키릴 문자 표기의 xь, 라틴 문자 표기의 ẋ, 아랍 문자 표기의 ح에서 이 소리가 난다.
- 몰타어: ħ에서 이 소리가 난다.
- 소말리어: x에서 이 소리가 난다.
- 압하스어: 키릴 문자 표기의 ҳ, 라틴 문자 표기의 kh에서 이 소리가 난다.
- 아파르어: c에서 이 소리가 난다.
- 몰리 스토니어: rh에서 이 소리가 난다.

## 같이 보기
- 후음
- Ħ